# Мартейн Карс
Мартейн Карс (нід. Martijn Kaars; нар. 5 березня 1999, Моннікендам) — нідерландський футболіст, нападник клубу «Магдебург».

## Клубна кар'єра
Мартейн вихованець місцевого клубу «Моннікендам», в одинадцять років перейшов до команди «Волендам» у складі якого він відіграв на юнацькому та молодіжному рівні чотири роки, після чого в 2014 році перейшов у футбольну академію «Аякса». Карс навіть потрапив до складу фарм-клубу «Аяксу» «Йонг Аякс», але в останньому так і не зіграв жодного матчу.
У червні 2018 року Карс повернувся до «Волендаму», оскільки його контракт із «Йонг Аяксом» закінчився. 17 серпня 2018 року дебютував у Еерстедивізі в матчі проти «Ден Босха». 25 вересня 2018 року Мартейн відзначився голом в матчі Кубка Нідерландів проти клубу Віллем II. Перший гол у чемпіонаті він забив через три дні забезпечивши нічию 2–2 у виїзному матчі проти «Гелмонд Спорт».
7 квітня 2022 року «Гелмонд Спорт» оголосив про підписання з Карсом трирічного контракту. Дебютував у складі команди в першому турі сезону 2022–23 років у програному матчі 1–0 проти клубу НАК Бреда. 2 вересня Мартейн зробив дубль у переможному матчі з рахунком 3–0 проти «Алмере Сіті».
17 червня 2024 року Карс підписав контракт з клубом Другої Бундесліги «Магдебург». 19 січня 2025 року Мартейн став автором хет-трику в переможній грі 5–2 над клубом «Ельферсберг». 1 лютого нападник відзначився покером в переможній грі 5–2 над клубом «Шальке 04» на виїзді.

## Виступи за збірні
В минулому гравець юнацьких збірних Нідерландів.